# Trixa conspersa
Trixa conspersa är en tvåvingeart som först beskrevs av Harris 1776.  Trixa conspersa ingår i släktet Trixa och familjen parasitflugor. Arten är reproducerande i Sverige. Inga underarter finns listade i Catalogue of Life.

## Bildgalleri

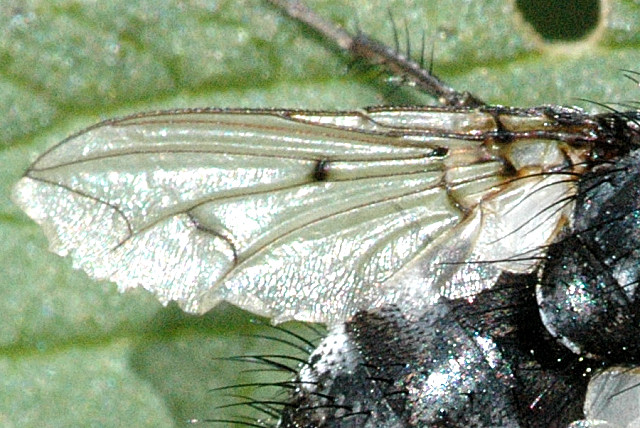